# Wanda Benedetti
Wanda Benedetti (Treviso, 31 ottobre 1923 – Treviso, 12 luglio 2017) è stata un'attrice italiana attiva in cinema, teatro, radio e televisione dagli anni cinquanta fino agli anni settanta.

## Biografia
Sposata con l'attore Toni Barpi, è stata interprete in commedie del teatro dialettale del Veneto ed ha lavorato nella compagnia di Cesco Baseggio.
Ha lavorato anche per il Teatro di Genova, fra l'altro ne Il fu Mattia Pascal di Luigi Pirandello, nella versione per il teatro curata da Tullio Kezich, e ne La foresta, di Aleksandr Nikolaevič Ostrovskij.
In televisione è stata interprete di diverse commedia trasmesse dalla RAI per la stagione di prosa ed è apparsa nel cast di sceneggiati televisivi.

## Filmografia

### Cinema
- Camilla, regia di Luciano Emmer (1954)
- Peccato che sia una canaglia, regia di Alessandro Blasetti (1955)
- Esploratori a cavallo, regia di Angio Zane (1961)

### Televisione
- La vedova, commedia di Renato Simoni, regia di Claudio Fino, trasmessa il 1º aprile 1955.
- I fratelli Castiglioni - film TV (1958)
- L'ereditiera - film TV (1958)
- La torre sul pollaio - film TV (1959)
- Manettoni e Pippo Fantasma - miniserie TV, 3 episodi (1960)
- Il piccolo lord - miniserie TV, 2 episodi (1960)
- Le avventure della squadra di stoppa - miniserie TV (1964)
- I rusteghi - film TV (1964)
- La famegia del santolo - film TV (1966)
- Il professore - film TV (1967)
- Racconti del cinquantenario della vittoria 1915-1918 - film TV (1968)
- I racconti del maresciallo - serie TV, 1 episodio (1968)
- I Buddenbrook - miniserie TV, 2 episodi (1971)
- La foresta, regia di Luigi Squarzina, trasmessa il 3 novembre 1979.
- Una donna a Venezia - miniserie TV, 4 episodi (1986)